# 히로카네 켄시
히로카네 켄시(일본어: 弘兼憲史 히로카네 겐시[*], 1947년 9월 9일 ~)는 일본의 만화가이다. 야마구치현 이와쿠니시에서 태어났다. 와세다 대학교를 졸업하고 만화가로 데뷔하기 전에 4년 동안 마쓰시타 전기(현 파나소닉)에서 근무하였다.

## 작품목록
- 『황혼유성군』"㈜서울문화사" 2003년 9월 16권 발매
- 『시마부장』"㈜서울문화사" 2003년 8월 10권 발매
- 『인간교차점』"대원씨아이㈜" 2003년 1월 완간(전 27권)
- 『美人劇場』"㈜대명종" 2002년 11월 발매(단편)
- 『라스트 뉴스』"㈜서울문화사" 2002년 3월 완간(전 10권)
- 『시마과장』"㈜서울문화사" 2001년 7월 완간(전 17권)
- 『政治9段』"㈜삼양출판사" 2001년 5월 완간(전 20권)
- 『히로카네 켄시 초기작품집』"㈜서울문화사" 2001년 2월 완간(전 11권)
- 『붉은 그린』"대원씨아이㈜" 2000년 9월 완간(전 06권)
- 『토끼가달린다』"대원씨아이㈜" 2000년 7월 완간(전 03권)
- 『헬로 네즈미』"도서출판 대원㈜" 2000년 4월 완간(전 29권)